# 제이슨 뉴스테드

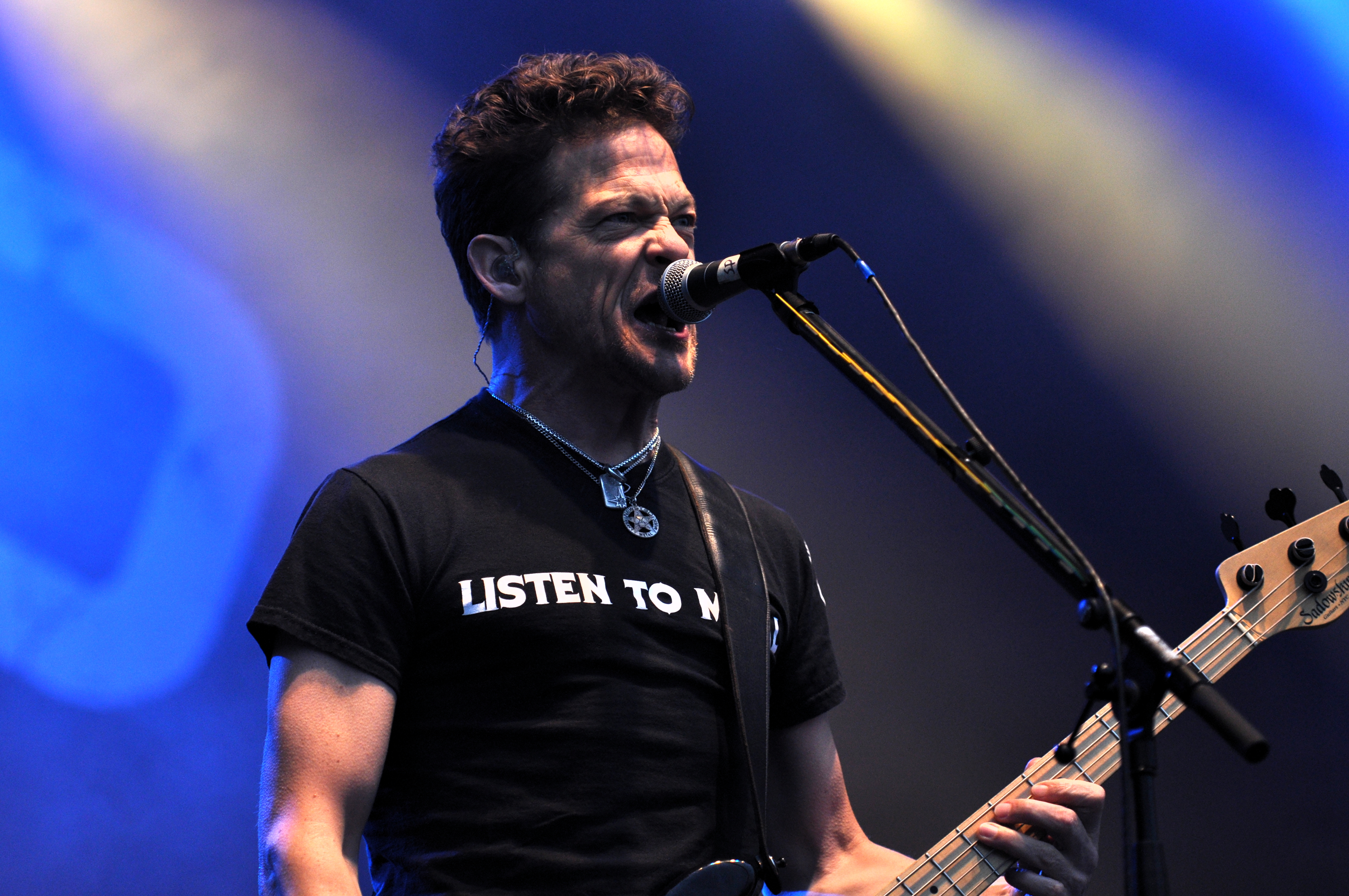

제이슨 커티스 뉴스테드(영어: Jason Curtis Newsted, (1963년 3월 4일 ~ )는 미국 헤비메탈 밴드인 메탈리카의 전 베이시스트였다. 현재는 캐나다 메탈밴드 Voivod에서 활동하고 있다.
1986년 9월에 1기 베이시스트였던 [클리프 버튼]이 교통 사고로 사망을 하면서, 결국 1987년, 당시 새로운 베이시스트로 2기 [제이슨 뉴스테드]가 뽑혔었다.
그리고 메탈리카 4집(...And Justice For All) 때부터 참여를 하기 시작했다. 하지만, 밴드 안에서 그는 큰 주목을 받지 못했기 때문에, 14년간 메탈리카에서 활동하면서, 메탈리카 곡에 이름을 남긴 거라곤, Blackened(1988), My Friend Of Misery(1991), Where the wild things are(1997) 3곡뿐이었다.
결국 2001년 밴드에서 나가면서, 보이보드 (밴드)에 참여했으나 두 장의 앨범을 내고 다시 탈퇴했다.

## 생애
제이슨 뉴스테드는 1963년 3월 4일 미국 미시간 주 배틀크릭에서 태어났다. 그는 어릴 적부터 키스의 진 시먼스에 매료가 되어, 고등학생 때에 베이스 기타를 얻게 되고, 밴드 생활을 위해, 고등학교를 그만두고, 캘리포니아로 가서 밴드 생활을 한다. 언제나, 성실하게 음악 작업이라든지, 공연에 참여했기 때문에 밴드 일원들한테 큰 지지를 받았다.

## 메탈리카
1986년 9월 27일, 메탈리카에 핵심 멤버였던 클리프 버튼이 교통 사고로 사망을 하였다. 결국 밴드 멤버들은 큰 충격에 휩싸이고 말았고, 1987년 새로운 베이시스트를 뽑는 오디션에서 제이슨 뉴스테드가 뽑혔다. 하지만, 밴드 멤버들은 반가워하지 않았다. 오히려, 그에게 틈만 나면 화풀이하기 일상이고, 그에게 심한 장난까지 치면서 그를 괴롭힌다.
음악 작업에도 그는 무시를 당했다. 결국 오랜 시간 동안, 메탈리카에서 활동하면서 자신이 남긴 곡이라고는, 겨우 3곡 뿐이였다.
클리프 버튼과 항상 비교를 당했기 때문에, 그는 항상 괴로워하는 날이 많았다고 한다.
결국 2001년, 새로운 음악에 대한 삶을 살기 위해 메탈리카에서 나와 버린다. 제이슨이 나오고 나서 부터, 메탈리카는 여러 위기에 휩싸이게 된다. 2003년 메탈리카 8집(St. Anger)가 나왔을 때, 제이슨은 "이번 앨범은 DVD가 같이 나오지 않았으면 분명히 망했을 앨범이다." 라고 비판까지 아끼지 않았다.
그렇지만, 2009년. 메탈리카가 Rock & Roll 명예의 전당에 헌액되었을 때, 8년 만에 다시 메탈리카와 뭉쳐서 Master of Puppets(1986)과 Enter Sandman(1991)을 연주하였다.